# Walter Acevedo
Walter Aníbal Acevedo (ur. 16 lutego 1986 w San Justo w prowincji Buenos Aires) – argentyński piłkarz, grający na pozycji pomocnika, reprezentant Argentyny.
Posiada również obywatelstwo hiszpańskie.

## Kariera piłkarska

### Kariera klubowa
Wychowanek klubu San Lorenzo, w którym w 2005 rozpoczął karierę piłkarską. W styczniu 2009 podpisał 5 letni kontrakt z Metalistem Charków. 3 lipca 2009 został wykupiony do Independiente.

## Kariera reprezentacyjna
Reprezentacyjną karierę rozpoczął od występów w juniorskiej reprezentacji Argentyny, następnie kontynuował w młodzieżowej kadrze U-20. 10 lutego 2010 debiutował w narodowej reprezentacji Argentyny w wygranym 2:1 meczu z Jamajką.

### Sukcesy
- mistrz Argentyny: 2007 (Clausura)
- brązowy medalista Mistrzostw Ukrainy: 2009